# Desplazamiento en balsa de hielo

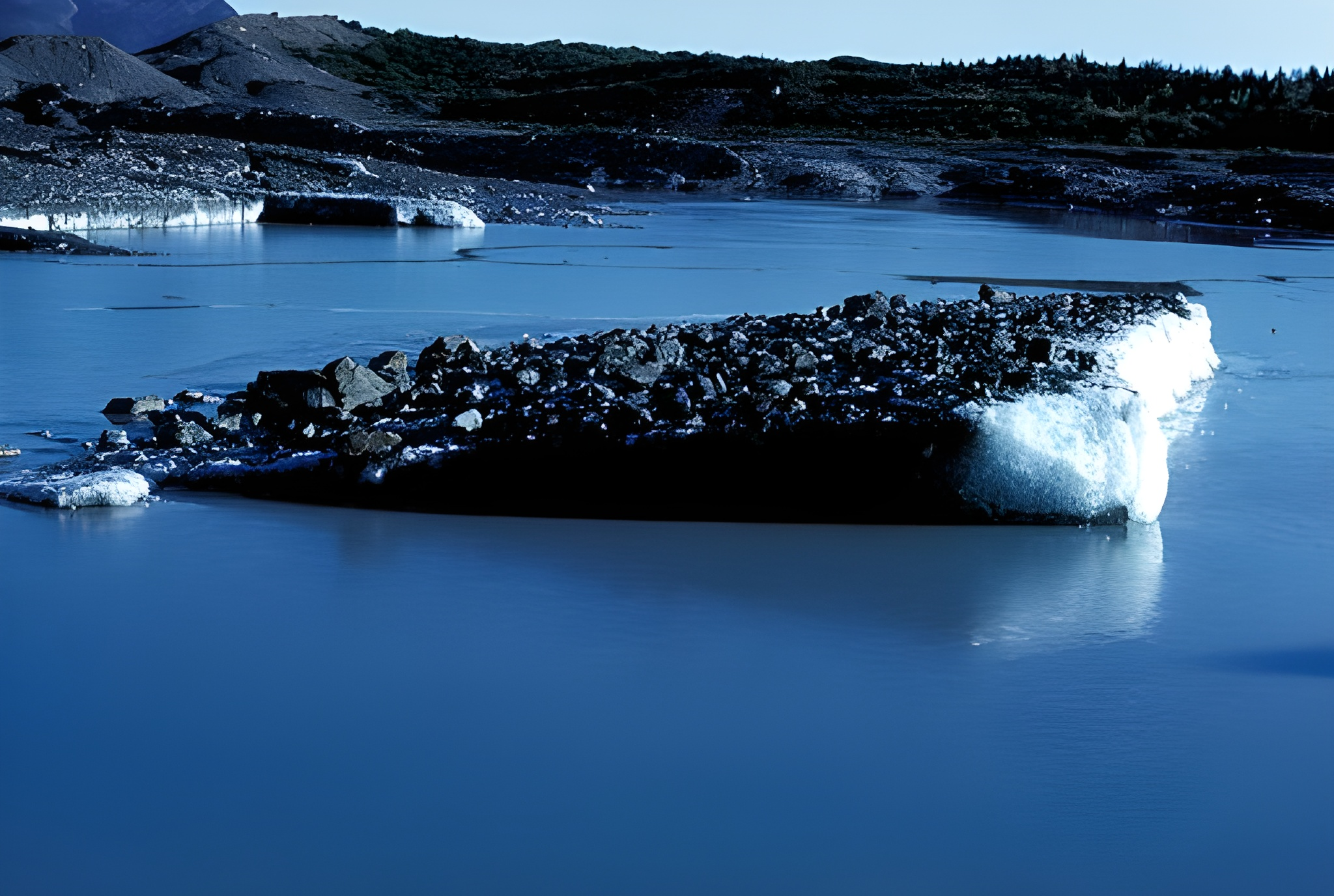
Iceberg cubierto de rocas extraídas al final del glaciar Sheridan en Alaska.

El desplazamiento en balsa de hielo (o "ice rafting"  en inglés) es el transporte de diversos materiales por trozos de hielo. Varios objetos depositados en el hielo pueden acabar incrustados en él. Cuando el hielo se derrite después de un cierto tiempo de deriva, estos objetos se depositan en el fondo de la masa de agua, por ejemplo, en el lecho de un río o en el fondo del océano. Estos depósitos se denominan residuos arrastrados por el hielo o depósitos arrastrados por el hielo. El arrastre por hielo fue un mecanismo primario de transporte de sedimentos durante los episodios glaciares del Pleistoceno, cuando el nivel del mar era muy bajo y gran parte de la tierra estaba cubierta por grandes masas (placas) de hielo. El arrastre de sedimentos de diversos tamaños hacia aguas oceánicas más profundas por parte de los icebergs se convirtió en un proceso bastante importante. El arrastre mediante hielo sigue produciéndose hoy en día, aunque su impacto es significativamente menor y mucho más difícil de medir.
El deshielo de los grandes icebergs deposita en la plataforma y en las zonas marinas más profundas sedimentos de diversos tamaños, que suelen denominarse sedimentos marinos glaciares.
El arrastre por hielo puede utilizarse para el análisis del patrón de deriva del hielo, haciendo coincidir el sedimento arrastrado con su origen.
La deriva del hielo también debe tenerse en cuenta en arqueología y como posible causa de desplazamiento de artefactos arqueológicos.